# قرة قوش عليا
قرة قوش عليا هي قرية في مقاطعة خوي، إيران. عدد سكان هذه القرية هو 139 في سنة 2006.